# Kesaratti, Sindgi
Kesaratti là một làng thuộc tehsil Sindgi, huyện Bijapur, bang Karnataka, Ấn Độ.